# Mehrstetten
Mehrstetten è un comune tedesco di 1 438 abitanti, situato nel land del Baden-Württemberg.